# Phreaking

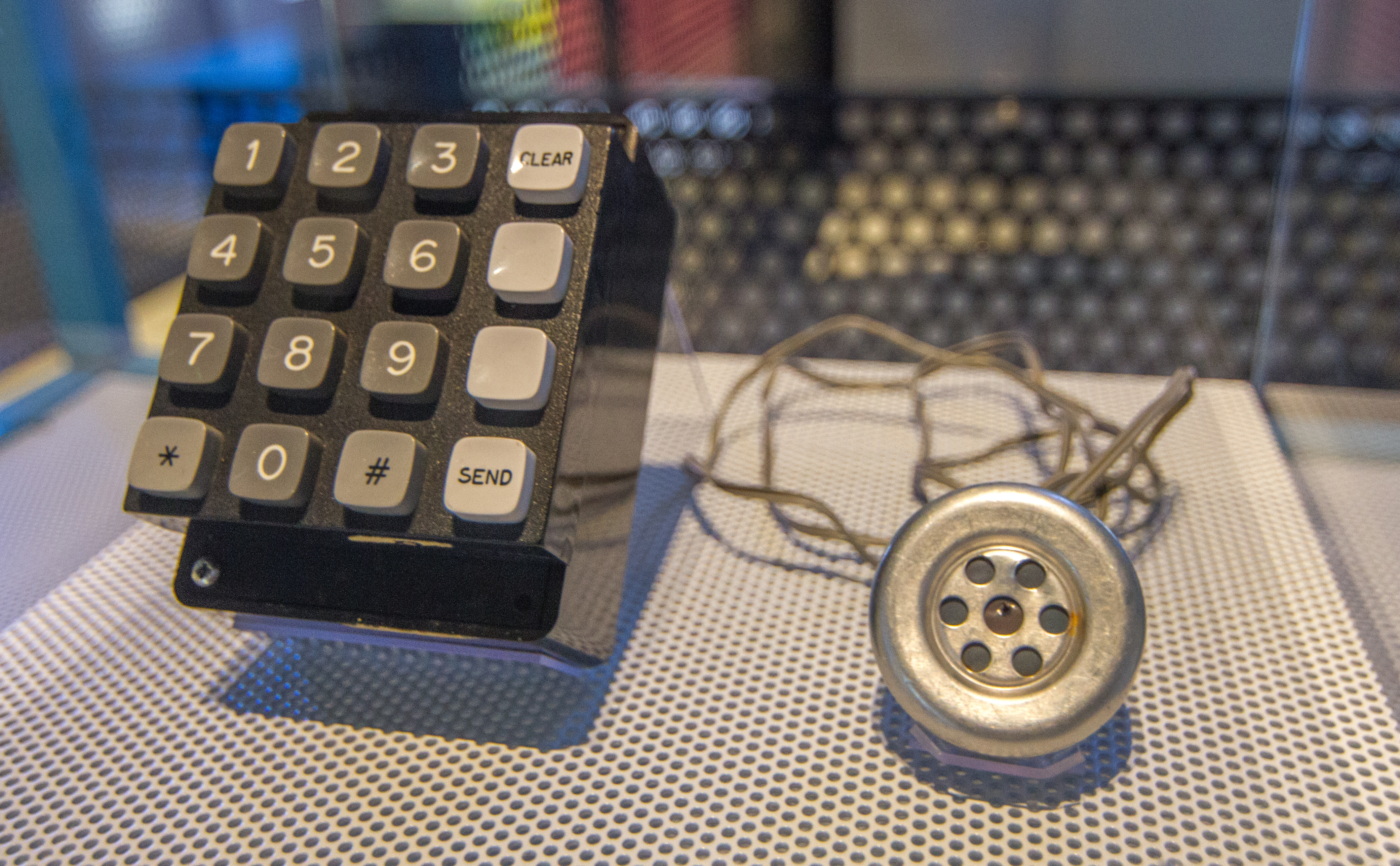
Una Blue Box, l'apparecchio simbolo del phreaking negli anni sessanta e settanta

Phreaking (o phone freaking o phone phreaking) è un termine gergale inglese che indica l'attività di chi studia, sperimenta o sfrutta i telefoni, le compagnie e i sistemi telefonici per divertimento, vantaggio personale o curiosità, ricercando falle all'interno della tecnologia che permettano usi non previsti dal sistema. Chi pratica questa attività all'interno di comunità organizzate si definisce spesso phreaker (o phone freak o phreak). Il termine è il risultato dell'unione tra le parole phone (telefono) e freak ("persona bizzarra", ma anche "appassionato in maniera ossessiva") ed è strettamente associato alla pratica dell'hacking.
Sebbene non sia chiaro chi abbia coniato il termine, si sa che le pratiche di manomissione creativa del sistema telefonico esistono negli Stati Uniti almeno dagli anni cinquanta del Novecento. La pratica acquistò particolare rilevanza tra gli anni sessanta e gli anni ottanta, con la creazione delle cosiddette "blue boxes", apparecchi che simulavano i toni che regolavano le chiamate di lunga distanza nel sistema telefonico statunitense gestito da AT&T e permettevano dunque conversazioni gratuite. Le blue boxes sarebbero diventate l'apparecchio simbolo delle comunità che si raccoglievano attorno alla pratica del phreaking. Tra i phreakers più famosi si annoverano Steve Wozniak, cofondatore della Apple, Abbie Hoffman, fondatore degli Yippie, e hacker di alto profilo come John Draper e Kevin Mitnick.

## Storia
Le origini del phreaking sono di difficile individuazione. Alla fine degli anni cinquanta organizzazioni criminali statunitensi facevano uso di apparecchi per il reindirizzamento automatico delle chiamate ("cheeseboxes") che sarebbero state in seguito adottate anche dalle comunità phreaker. Nel 1960 la AT&T incautamente pubblica in una rivista tecnica per uso interno le specifiche del sistema di segnalazione a toni usate per le chiamate di lunga distanza sulla rete telefonica statunitense. Le informazioni saranno utilizzate dai phreakers per costruire le prime blue boxes e l'articolo diventerà un oggetto di culto tra i phone phreak delle generazioni successive. Nei primi anni sessanta la security AT&T è a conoscenza dell'esistenza delle blue boxes.
Il 1971 è un anno decisivo per il phone phreaking. Nel maggio di quell'anno Abbie Hoffman (fondatore degli Yippies e figura centrale della controcultura statunitense degli anni settanta) e Al Bell (pseudonimo di Alan Fierstein) fondano la newsletter cartacea Youth International Party Line (YIPL), principalmente dedicata alla diffusione delle tecniche di phreaking e al significato politico e anti-sistema della pratica. La pubblicazione diventerà, fino alla sua chiusura a metà degli anni ottanta, uno dei principali elementi di coesione della comunità phreaker negli Stati Uniti. Nell'ottobre del 1971 Esquire Magazine pubblica un articolo, "Secrets of the Little Blue Boxes", che per la prima volta darà visibilità nazionale alle tecniche phreaker. L'articolo metteva in particolare evidenza le imprese di due individui, Joybubbles e Captain Crunch, tanto che i loro pseudonimi sarebbero diventati sinonimi di phreaking negli anni successivi. L'articolo attirò l'interesse di altri futuri phreaks come Steve Wozniak e Steve Jobs che al tempo non avevano ancora fondato Apple. Un anno dopo un articolo su Ramparts in cui si spiegava nel dettaglio come costruire una "mute box" avrebbe ulteriormente contribuito alla diffusione della pratica.
Il superamento, a partire dagli anni ottanta, del sistema a toni in favore di un sistema a impulsi per la gestione delle chiamate telefoniche rende molte delle tecniche phreaker obsolete, tuttavia il sistema a toni è ancora disponibile, oltre al sistema ad impulsi, in molte nazioni, tra cui l'Italia. Ma l'avvento del personal computer e della connessione via modem ai Bullettin Board Systems (BBSs) apre nuove possibilità e favorisce il fondersi delle culture hacker e delle culture phreaker: tale commistione è evidente nel nome di due delle più importanti pubblicazioni hacker, Phrack (che opera una crasi tra "phreaking" e "hack") e 2600 Hacker Quarterly (che rimanda direttamente alla frequenza di 2600 Hz, il tono necessario a operare chiamate gratuite nel sistema a toni). Intorno alla comunità BBS hacker/phreaking si formarono gruppi hacker che sarebbero diventati famosi, come i Masters of Deception e Legion of Doom.

## Tecniche di phreaking

### Segnali a frequenza 2600Hz
Nel sistema telefonico a toni statunitense un segnale della frequenza di 2600 Hz comunicava al commutatore preposto allo smistamento delle chiamate interurbane che l'utente aveva riagganciato la cornetta. A questo punto la chiamata non era tuttavia completamente disconnessa, poiché il commutatore locale riceveva le istruzioni non tramite suoni ma attraverso impulsi elettrici, emessi dall'atto fisico di riagganciare la cornetta. Se l'utente riproduceva una frequenza di esattamente 2600 Hz ma non riagganciava la cornetta il commutatore interurbano riteneva chiusa la chiamata, ma il commutatore locale la riteneva ancora in corso e rimaneva in attesa del numero da connettere.
La tecnica consisteva quindi nel comporre un numero di servizio gratuito e riprodurre il tono di 2600 Hz nella cornetta prima che la chiamata ricevesse risposta. Dopo di che si poteva semplicemente digitare il numero che si voleva chiamare su una blue box, e il commutatore di smistamento interurbano effettuava la connessione gratuitamente.
La diffusione di questa tecnica portò i tecnici a tracciare chiamate eccessivamente lunghe a particolari numeri gratuiti. Tra gli anni ottanta e gli anni novanta le compagnie telefoniche rimpiazzarono tutti i loro dispositivi. Questo avvenne non per fermare i phreak (nonostante l'allarmismo di AT&T l'impatto economico del phreaking fu sempre molto limitato), ma per passare a sistemi a commutazione completamente digitale. Il sistema pentaconta (o crossbar switch) trasportava segnali di commutazione e voce sulla stessa linea, mentre il più moderno sistema a impulsi aveva linee dedicate per la segnalazione, a cui i phreak non potevano accedere.

### Blue box
La blue box è l'apparecchio necessario allo sfruttamento del segnale a 2600 Hz per effettuare chiamate gratuite. L'apparecchio era composto da oscillatori audio, una tastiera telefonica con 13 pulsanti, un amplificatore e un altoparlante. Il phreak effettuava una chiamata verso un numero di servizio, accostava l'apparecchio alla cornetta e schiacciava il pulsante che emetteva il suono a 2600 Hz. In seguito la stessa macchina era usata per comporre il numero di telefono, usando le multi-frequenze solitamente riservate agli operatori telefonici. Queste ultime erano diverse da quelle usate dai normali utenti del servizio telefonico - per questo non era possibile usare la normale tastiera, ma era necessaria la blue box.
La blue box è una delle prime "scatole" usate dai phreak statunitensi ed è per questo diventata un simbolo della pratica stessa.

### Red box
Fino agli anni ottanta i telefoni pubblici negli Stati Uniti e altrove usavano dei segnali sonori per indicare l'inserimento di una moneta da parte di un utente e calcolare così la durata della telefonata. La red box era un apparecchio che simulava tali suoni, facendo credere all'operatore o al sistema automatizzato che le monete fossero state inserite. In alcuni casi la simulazione era operata con mezzi più rudimentali, come la registrazione su un'audiocassetta o anche l'effettivo inserimento di monete su un altro telefono a fianco di quello da cui si chiamava.

### Black Box
Anche conosciuta come "mute box", la black box era un apparecchio da collegare al telefono domestico capace di rendere gratuite le chiamate in entrata. La risposta a una chiamata (l'atto fisico di sollevare la cornetta quando il telefono squillava) era segnalato al commutatore locale per mezzo di un impulso elettrico. Grazie a una resistenza e a un condensatore la black box preveniva l'invio di questo segnale, facendo "credere" al sistema che il telefono stesse ancora squillando, anche dopo che la cornetta era stata sollevata. La stessa box riduceva al minimo lo squillo del telefono per permettere la conversazione.

## Phreaker famosi
- Brad Carter (RBCP - RedBoxChiliPepper)
- John Draper (Captain Crunch)
- Mark Abene (Phiber Optik)
- Mark Bernay
- Evan Doorbell
- Joybubbles (Joe Engressia, The Whistler)
- Patrick Kroupa (Lord Digital)
- Kevin Mitnick (Condor)
- Kevin Poulsen (Dark Dante)
- Steve Wozniak (The Woz)
- Boris Floricic (Tron)
- William Quinn (decoder)
- Lucky225 (Jered Morgan)
- Strom Carlson